# Kinky & Cosy
Kinky & Cosy is een Belgische stripreeks die in 1998 ontstond in de krant De Morgen met Nix als scenarist en tekenaar. De reeks draait om Kinky en Cosy, tweelingzusjes in de schoolgaande leeftijd, hun beide ouders en een groot aantal nevenpersonages. De stripverhalen zijn opgebouwd uit humoristische gags van één strook, paginagrappen, korte verhalen, fotostrips en spelletjes. Hoewel de hoofdpersonen kinderen zijn, is de humor beslist op volwassenen gericht, met verwijzingen naar seks, geweld en andere taboeonderwerpen. De reeks werd vertaald uitgegeven in het Frans, Engels, Duits en Italiaans.
Kinky & Cosy was ook gedurende een aantal seizoenen als animatieserie te zien in het televisieprogramma Volt. In 2006 won de Franse vertaling van het Kinky & Cosy-album Is het nog ver? de prijs voor het beste humoralbum op het Internationale Stripfestival van Angoulême. In 2007 won het derde album van Kinky & Cosy de jeugdprijs, Le petit Spirou, op de stripveertiendaagse van Brussel. Bart Schoofs verleende zijn samenwerking als scenarist op de fotostrips en de animatieserie.

## Albums
Alle albums zijn getekend door Nix.
| Nummer | Titel                                   | Uitgever         | Schrijver(s)      | Jaar | ISBN              |
| ------ | --------------------------------------- | ---------------- | ----------------- | ---- | ----------------- |
| 1      | Is het nog ver?                         | Uitgeverij Grint | Nix, Bart Schoofs | 2001 | 90-5617-367-7     |
| 2      | Spoel mij uit a.u.b.                    | Silvester        | Nix               | 2003 | 90-5885-060-9     |
| 3      | Is het nog ver?                         | Silvester        | Nix               | 2005 | 90-5885-137-0     |
| 4      | Al dan niet binnen of buiten            | Silvester        | Nix               | 2005 | 90-5885-141-9     |
| 5      | Het universum is er nog niet klaar voor | Silvester        | Nix               | 2008 | 978-90-5885-358-5 |
| 6      | 10.000 Ampère                           | Silvester        | Nix               | 2010 | 978-90-5885-563-3 |
| 7      | 1                                       | Ballon Comics    | Nix               | 2015 | 978-94-6210-266-8 |
| 8      | 2                                       | Ballon Comics    | Nix               | 2015 | 978-95-6210-304-7 |
| 9      | (Zonder titel)                          | Ballon Comics    | Nix               | 2015 | 978-94-6210-263-7 |
| 10     | 3                                       | Ballon Comics    | Nix               | 2016 | 978-94-6210-406-8 |